# Control d'armes de foc

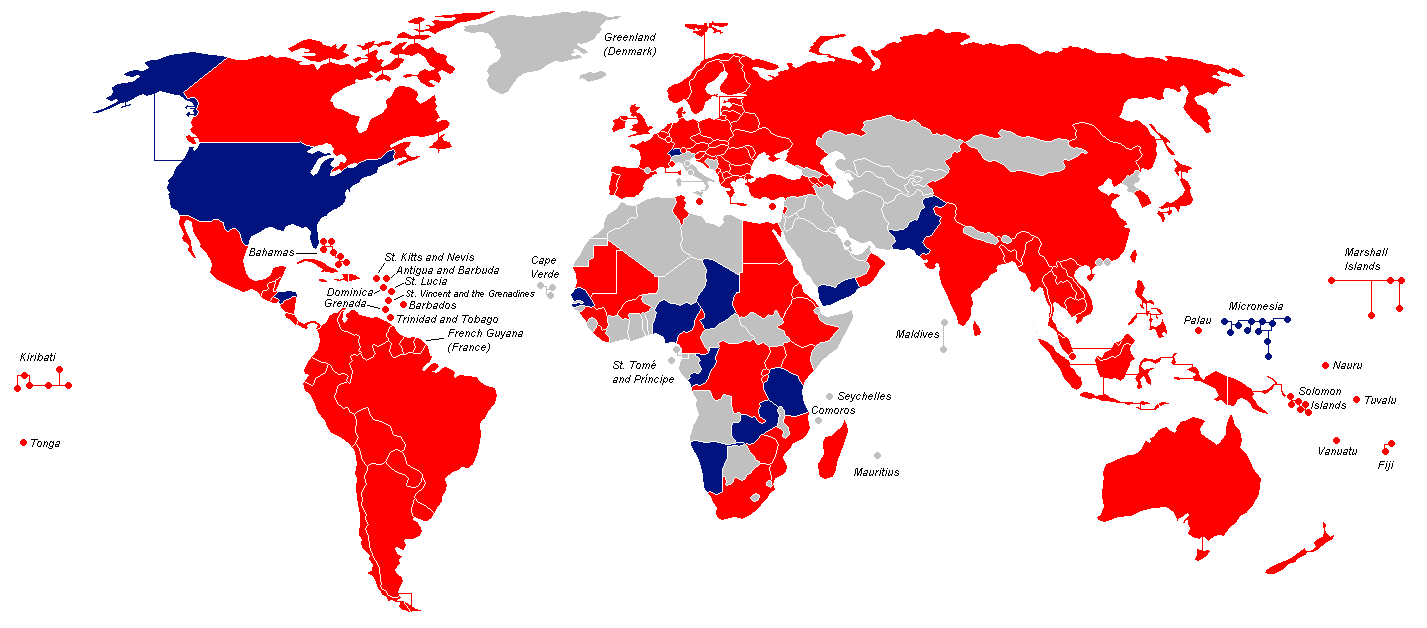
Polítiques de control de les armes de foc per país segons la Universitat de Sydney.
Permissiva
Restrictiva
No inclosa

El control de les armes de foc és el conjunt de lleis o polítiques que regulen la fabricació, venda, transferència, possessió, modificació o ús d'armes de foc per part dels civils.
La majoria dels països tenen una política de control de les armes de foc restrictiva, amb només unes poques legislacions categoritzades com a permissives. Les jurisdiccions que regulen l'accés a les armes de foc solen restringir l'accés només a determinades categories d'armes de foc i després a les categories de persones que poden tenir una llicència per poder accedir a una arma de foc. En alguns països com els Estats Units, el control d'armes es pot legislar a nivell federal o estatal.

## Legislació per països
-El mapa descriu la política sobre l'obtenció d'armes de foc noves, independentment de si les armes de foc que es van produir abans de la prohibició tenen una disposició diferent per un manteniment de drets adquirits.

## Conseqüències de la tinença d'armes de foc

Diversos estudis mostren que on les persones tenen fàcil accés a les armes de foc, les morts per armes solen ser més freqüents, fins i tot per suïcidi, homicidi i lesions no intencionades.